# Karle
Karle település Csehországban, a Svitavyi járásban. Karle Javorník, Čistá, Trstěnice, Chmelík, Květná és Vendolí településekkel határos. Lakosainak száma 420 fő (2024. január 1.).

## Népesség
A település lakosságának változását az alábbi diagram mutatja:
| Lakosok száma | 988  | 1005 | 929  | 575  | 412  | 378  | 396  | 402  | 409  | 420  |
|               | 1869 | 1890 | 1921 | 1950 | 1980 | 2001 | 2017 | 2019 | 2022 | 2024 |